# Werner Heitkamp
Werner Heitkamp (* 3. August 1930) ist ein ehemaliger deutscher Fußballspieler, der als Aktiver von Concordia Hamburg, FC St. Pauli und Eintracht Frankfurt in den Jahren 1948 bis 1956 in den Oberligen Nord und Süd 184 Spiele bestritten und dabei 80 Tore erzielt hat.

## Laufbahn
Mit 18 Jahren debütierte der Angreifer am 19. September 1948 beim Auswärtsspiel von Concordia Hamburg beim SV Arminia Hannover in der Oberliga Nord. In seiner zweiten Saison, 1949/50, entwickelte sich Heitkamp zum Stammspieler an der Seite des Sturmpartners Kurt Hinsch und erzielte in 26 Einsätzen 20 Tore für die Mannschaft von Trainer Fritz Langner. Die Mannschaft vom Stadion Marienthal belegte den sechsten Tabellenplatz. Am Rundenende 1952/53 – die Schwarz-Roten hatten im Januar 1953 den bisherigen Trainer Walter Risse durch Erwin Reinhardt ersetzt – konnte auch der zehnfache Torschütze Werner Heitkamp den Abstieg von "Cordi" nicht verhindern. Im ersten Wettbewerb um den DFB-Pokal nach dem Zweiten Weltkrieg, 1953, stürmte der torgefährliche Angreifer bei den Spielen gegen Borussia Dortmund, VfB Mühlburg und den SV Waldhof Mannheim für seinen Verein. Zum 4:3-Sieg gegen Dortmund steuerte er am 17. August 1952 zwei Tore bei und beim gleichfalls mit 4:3 Toren siegreichen Heimspiel gegen den Karlsruher Stadtteilklub zeichnete er sich ebenfalls als Torschütze aus. Von 1948 bis 1953 hatte der Stürmer 118 Oberligaspiele für Concordia bestritten und dabei 51 Tore erzielt. Nach dem Abstieg wechselte er zur Saison 1953/54 zum FC St. Pauli.
Mit St. Pauli-Trainer Heinz Hempel und den Mitspielern Alfred Beck, Otmar Sommerfeld, Harald Stender und Harry Wunstorf feierte der Ex-Marienthaler im Weltmeisterschaftsjahr 1954 die Vizemeisterschaft hinter Meister Hannover 96. Darüber hinaus teilte sich Heitkamp mit seinen 21 Toren gemeinsam mit Fritz Apel die Torschützenkrone im Norden. Durch die gekürzte Teilnehmerzahl der Endrunde um die deutsche Fußballmeisterschaft 1954 – zwecks Vorbereitung der deutschen Fußballnationalmannschaft – wurden Werner Heitkamp und seine Mannschaftskameraden um den sportlichen Höhepunkt des Fußballjahres, zumindest aus Vereinssicht, gebracht. In seiner zweiten Saison bei St. Pauli, 1954/55, absolvierte er 27 Spiele und erzielte dabei sieben Tore. St. Pauli belegte den siebten Rang.
Aus beruflichen Gründen wechselte er im Sommer 1955 vom Millerntor nach Frankfurt und schloss sich zur Runde 1955/56 Eintracht Frankfurt in der Oberliga Süd an. Für die Hessen absolvierte er neun Spiele und erzielte am 19. Februar 1956 im Lokalderby gegen den FSV Frankfurt einen Treffer beim 1:1-Remis. Bereits mit 26 Jahren ließ er seine Oberliga-Karriere bei den Eintracht-Amateuren ausklingen.